# Perry (Maine)
Perry – miasto w Stanach Zjednoczonych, w stanie Maine, w hrabstwie Washington, przy granicy z Kanadą.